# Abda (Hungría)
Abda (alemán: Brückl) es un pueblo húngaro perteneciente al distrito de Győr en el condado de Győr-Moson-Sopron, con una población en 2013 de 3058 habitantes.
El topónimo de la localidad tiene su origen en el eslavo *ob(v)oda y significa "un lugar alrededor del cual el agua fluye".
Se ubica en la periferia occidental de la capital condal Győr, en la salida de la ciudad por la carretera 1 que lleva a Viena y Bratislava.